# Army Men: Sarge's War
Army Men: Sarge's War là trò chơi điện tử thuộc thể loại bắn súng góc nhìn thứ ba ra năm 2004 trong sê-ri Army Men. Ban đầu, trò chơi được hãng sáng tạo ra loạt game này là The 3DO Company phát triển nhưng sau khi công ty này phá sản, Global Star Software đã mua lại và hoàn thiện sản phẩm. Trò chơi trông có vẻ u ám và thực tế hơn so với các phiên bản trước đây trong dòng game. Sarge giờ đây không còn kiểu chuyển động khôi hài nữa, những lỗ hỏng sẽ xuất hiện trên người binh sĩ nếu bị trúng đạn và các loại vũ khí cũng được làm bằng kim loại.

## Cốt truyện
Trò chơi bắt đầu với một cuộc tấn công của phe Tan vào thị trấn của phe Green và Sarge phải kịch chiến dữ dội qua từng khu phố để cứu lấy thị trấn. Sau cuộc chiến, Sarge nhận được thông báo của Đại tá Grimm rằng quân Tan đã đầu hàng và sẽ có một buổi lễ hòa bình sau đêm đó, nhưng một tên mật vụ của sư đoàn phe Tan - Chiến dịch "Trả thù " – dưới sự chỉ đạo của Chúa tể Malice đã lén đánh cắp một số khuôn lính và giờ đây hắn ta có thể gầy dựng một đội quân hùng mạnh. Nhiệm vụ của Sarge là phải truy tìm và bắt giữ Malice nhằm lấy lại các khuôn mẫu bị đánh cắp, tiếp theo là xác định vị trí một đội trinh sát mất tích trong quá trình làm nhiệm vụ của họ.
Sarge đến trong khu vực bãi biển và chiến đấu dọc đường đến cánh cổng dịch chuyển của phe Tan. Tại đây, anh phát hiện ra kế hoạch cho biết Malice đã đặt một quả bom tại lễ hòa bình, giấu trong tượng Nữ thần hòa bình. Sarge cố sức chạy thục mạng qua cổng dịch chuyển để ngăn chặn buổi lễ nhưng đã quá muộn, khi quả bom phát nổ thì Plastro, Đại tá Grimm, Biệt đội Bravo và quân đội hai phe Tan và Green đều bị tiêu diệt. Tức giận vì cái chết của đồng đội mình, Sarge quyết định lên đường truy đuổi và giết chết Malice nhằm báo thù cho chiến hữu của mình.
Đầu tiên anh cố tìm cách vượt qua phần còn lại của thị trấn Green để đến một cổng dịch chuyển khác của phe Tan. Sau khi chui qua cổng dịch chuyển, Sarge nhận thấy mình đang ở trong căn cứ pháo binh của Malice. Anh lập tức phá hủy tất cả các khẩu pháo và phát hiện ra một mỏ cùng thứ nhựa mà Malice sử dụng để xây dựng quân đội của riêng mình. Sarge ùa tới khu mỏ khiến nó gần như vô dụng. Sau đó anh đi qua vùng sa mạc để đến lâu đài của Malice. Malice sử dụng lâu đài này như một trung tâm thông tin liên lạc cho lực lượng không quân và lục quân của hắn, cũng như khu vực nhà tù đang giam giữ một số binh sĩ ưu tú nhất của quân Green. Sarge thâm nhập vào tuyến phòng thủ của lâu đài, giải phóng tù nhân và phá hủy tháp truyền thông. Bất chợt anh phát hiện ra một lối đi trong lâu đài thông với một nhà bếp trong thế giới thực, Sarge bỗng nhiên hồi tưởng lại lúc khi anh còn ở một nhà bếp tương tự như vậy, trong đội lính dưới sự chỉ huy của Thiếu tá Gooding. Trong một lần làm nhiệm vụ phụ, Gooding và đội của ông đã bị quân Tan phục kích. Trong khoảng thời gian diễn ra trận phục kích, Sarge gọi điện yêu cầu một cuộc không kích hỗ trợ và tìm thấy cánh tay của Gooding gần bồn rửa, điều đó dẫn anh tới kết luận rằng Gooding đã chết. (Không biết đến Sarge, Gooding vẫn còn nằm trong bồn rửa, cố gắng kêu cứu). Khi Sarge lên trực thăng cất cánh rời đi thì cũng là lúc đoạn hồi tưởng kết thúc và Sarge tiến về phía trước.
Vào khúc cuối game, Sarge cuối cùng cũng đến được tổng hành dinh của Chúa tể Malice và chuẩn bị cho một cuộc quyết chiến cuối cùng giữa Anh và tên trùm. Sau khi đánh bại và làm trọng thương Malice, Sarge hỏi ông tại sao ông giết quân lính hai phe Green và Tan ở thị trấn Green. Malice tiết lộ rằng làm vậy chỉ đơn giản là để làm cho Sarge phải nếm mùi đau khổ. Sarge bỏ mặt nạ của Malice ra và chợt nhận ra rằng hắn chính là Thiếu tá Gooding xưa kia, người đã vô tình bị bỏ lại cho đến chết trong những năm trước đây. Cuối cùng thì quân Tan tìm thấy hắn và thay đổi hắn thành Chúa tể Malice. Ở khúc cuối cho thấy Sarge đang đi bộ ra ngoài và nói rằng cuộc chiến cuối cùng chẳng có nghĩa lý gì cả.
Đoạn phim ảnh động đóng lại cho thấy ống lưu trữ ghi tên của những người lính đã chết từ cuộc tấn công thị trấn Green, ám chỉ rằng Đại tá Grimm và Biệt đội Bravo cùng với Vikki có thể không chết, có lẽ Malice chỉ đơn giản là giết chết bản sao của họ chỉ để đùa giỡn cảm xúc của Sarge, một hành động mà cuối cùng đã hủy hoại thanh danh của Chúa tể Malice. Theo tin đồn lớn nhất thì các ống lưu trữ có thể là chiếc quan tài bằng kim loại tổng hợp những câu chuyện. Các sự kiện được mô tả vào cuối Sarge's War xảy ra vào lúc đầu của Army Men II, tạo giả định rằng cả hai trò chơi có một mối quan hệ và giải thích việc thiếu các nhân vật mang tính biểu tượng nhưng sự xuất hiện có phần khó hiểu rõ ràng khác nhau của Plastro và Sarge. Ngoài ra, Plastro được cho là đã chết trong Sarge's War tại vụ đánh bom thị trấn Green.

## Đón nhận
Trò chơi nói chung được đánh giá là trung bình hoặc dưới trung bình. Những cải tiến ở các bản trước gồm một khóa nòng súng mới cũng như khả năng làm nổ tung chân tay kẻ thù. Hầu hết các đánh giá cũng cho biết diện mạo u tối rất tuyệt. Những hạn chế bao gồm đồ họa lỗi thời, lối chơi lặp đi lặp lại và AI của máy quá tệ. Game Rankings chấm cho game số điểm 5/10, GameSpot thì cho 5.1/10 điểm và Game Informer cũng chỉ cho 5/10 điểm.